# IPodLinux
iPodLinux（アイポッド・リナックス）はiPodに移植されたLinuxディストリビューションである。
2005年、iPodLinux プロジェクトはたくさんのソフトウェアの利用（特にゲーム）の拡張とOgg VorbisおよびFLAC形式のサポートを追加するために始められた。Apple非公式のため、サポート外となる。
このプロジェクトは“Podzilla”と呼ばれるiPod向けGUIインターフェイスを選択するために書かれた。Podzillaは多くのアプリケーションに内蔵する事ができる。これらのアプリケーションはsashと呼ばれるシェル、計算機、ペイント・プログラム、およびいくつかのゲーム（『テトリス』クローンが含まれる）が含まれる。2007年にはiPodLinuxのみをターゲットとしたコンピュータウイルス「Linux.Podloso」が発見された。
2011年1月現在、本プロジェクトのサイトは長期間閲覧できない状態にある。再開されるかどうかは不明である。
インストーラーのダウンロードは、http://aqua-gero.com/miche/にて可能。

## 特徴
Linuxカーネルの他にpodzilla、podzilla2という主要なコンポーネントを持つ。次のアプリケーションが提供される。
- iPodに似たユーザーインターフェイス
- 音声付きのビデオ再生
- AAC、mp3、Ogg形式の楽曲ファイルのサポート。
- たくさんのゲーム。（TuxChess, Bluecube (テトリスクローン), Chopper, StepMania (ダンスダンスレボリューションクローン) 、その他[2]）
- Appleのファームウェアよりも高いクオリティでのオーディオジャックを使っての録音
- DOOM、DOOM IIをプレイ可能。
- たくさんのエミュレータを搭載。iBoy (ゲームボーイ)、iNES、iDarcNES（ファミコン）、iMAME（アーケード）、iGPSP（ゲームボーイアドバンス）

## 動作環境
以下はiPodでの動作状況のリストである。
| 世代          | 液晶 | 入力 | シリアル | HDD | Piezo | オーディオ 再生 | 録音  | FireWire | USB   | 電源管理 | ビデオ出力 |
| ------------- | ---- | ---- | -------- | --- | ----- | --------------- | ----- | -------- | ----- | -------- | ---------- |
| 第1世代       | Yes  | Yes  | Yes      | Yes | Yes   | Yes             | —     | Yes      | —     | No       | —          |
| 第2世代       | Yes  | Yes  | Yes      | Yes | Yes   | Yes             | —     | Yes      | —     | No       | —          |
| 第3世代       | Yes  | Yes  | Yes      | Yes | Yes   | Yes             | Yes   | Yes      | [ 4 ] | [ 5 ]    | —          |
| 第4世代       | Yes  | Yes  | No       | Yes | [ 6 ] | Yes             | [ 7 ] | [ 4 ]    | [ 4 ] | [ 5 ]    | —          |
| Photo / Color | Yes  | Yes  | No       | Yes | [ 6 ] | Yes             | [ 7 ] | [ 4 ]    | [ 4 ] | [ 5 ]    | No         |
| 第5世代       | Yes  | Yes  | No       | Yes | [ 6 ] | Yes             | No    | —        | [ 4 ] | [ 5 ]    | No         |
| 第6世代       | No   | No   | No       | No  | No    | No              | No    | No       | No    | No       | No         |
| iPod touch    | No   | No   | No       | No  | No    | No              | No    | No       | No    | No       | No         |
| 第1世代mini   | Yes  | Yes  | No       | Yes | [ 6 ] | Yes             | —     | [ 4 ]    | [ 4 ] | [ 5 ]    | —          |
| 第2世代mini   | Yes  | Yes  | No       | Yes | [ 6 ] | Yes             | —     | [ 4 ]    | [ 4 ] | [ 5 ]    | —          |
| 第1世代nano   | Yes  | Yes  | No       | Yes | [ 6 ] | Yes             | No    | —        | [ 4 ] | [ 5 ]    | —          |
| 第2世代nano   | No   | No   | No       | No  | No    | No              | No    | No       | No    | No       | —          |
| 第3世代nano   | No   | No   | No       | No  | No    | No              | No    | No       | No    | No       | No         |
| 第4世代nano   | No   | No   | No       | No  | No    | No              | No    | No       | No    | No       | No         |

## リファレンス
1. ↑  Linux.Podloso テクニカルノート、Symantec 
 初の「iPodウイルス」出現――ただしLinux搭載機のみ(2007-04-06) ITmedia 
iPod特有の要素を持たず、あらゆるプラットフォームであらゆるOSを標的とすることが可能であることを示すためのコンセプト証明ウィルスだとみられている。 発見時には作者の名前をとりLinux.Nosloと呼ばれていた。
2. ↑  http://ipodlinux.org/Modules
3. ↑  リモート動作のために必要である。
4. 1 2 3 4 5 6 7 8 9 10 11  これらのモデルに対しては、USBおよび FireWireのいずれの手段によるドライバも用意されていない。USB接続が行われた際には、代用策としてiPodをディスクモードで再起動するか訊ねるプロンプトが表示される。
5. 1 2 3 4 5 6 7  標準的なバッテリ残量表示と、ディープ・スリープ機能が有効になっている。
6. 1 2 3 4 5 6  現状では、podzillaはpiezoに直接アクセスしているため、カーネルドライバは存在しない。
7. 1 2  これらのモデルではラインイン経由での録音はサポートされておらず、マイク経由でのみ録音できる。
8. ↑  February 2007 5.5G iPods (Brighter backlight, AKA 5.1/5.5/5th Gen Enhanced) は、DataGhostの手によって調整されたカーネルによって動作する。
9. 1 2 3 4  ファームウェアが暗号化されているため、おそらく対応することはない。
10. ↑  おそらく対応することはない。Homebrewプログラムであるjailbreakが存在している。